# Lokov
Lokov (macedónul: Локов) település Észak-Macedóniában, a Délnyugati körzetben, Sztruga községben.

## Népesség
| Lakosok száma | 191  | 223  | 61   | 4    |      |
|               | 1948 | 1953 | 1961 | 1991 | 2002 |

2002-ben lakatlan település.